# Primavera Sound Festival
Primavera Sound est un festival de musique. Créé en 2001, il se tient à Barcelone, dans le Poble espanyol sur la montagne de Montjuïc, puis au Parc del Fòrum (« Parc du Forum ») à partir de 2005. Le festival, dans lequel se produisent des artistes de rock indépendant, a lieu au mois de juin. Depuis 2007, il comporte une scène dont la programmation est confiée au promoteur All Tomorrow's Parties.

## Histoire
Le festival Primavera Sound est créé en 2001 par Alberto Guijarro, Gabi Ruiz et Pablo Soler. Après avoir travaillé pour le festival de Benicàssim, ils regrettent son gigantisme et souhaitent mettre sur pied un évènement aux dimensions plus humaines. À ses débuts, Primavera Sound se tient dans le Poble espanyol sur la montagne de Montjuïc. En mai 2003, il accueille 70 groupes et 24 000 spectateurs. La 4e édition attire 40 000 visiteurs, une centaine d'artistes se produisent en l'espace de trois jours sur six scènes différentes. En 2005, l'évènement se déroule pour la première fois au Parc del Fòrum (« Parc du Forum »), où s'est tenue la première édition du Forum universel des cultures l'année précédente. Le parc est situé au nord du centre ville, face à la mer.

## Programmations

### Édition 2012
En 2012, le festival se dédouble. À côté de l'édition Barcelonaise du 30 mai au 3 juin, se tient une autre édition du 7 au 10 juin à Porto au Portugal.

### Édition 2013
En 2013, l'édition Barcelonaise du 23 mai au 26 mai, celle de Porto au Portugal du 30 mai au 2 juin.

### Édition 2014
En 2014, le festival se déroule du 28 mai au 31 mai.

### Édition 2015
En 2015, le festival se déroule du 27 mai au 30 mai.

### Édition 2016
En 2016, le festival se déroule du 1er juin au 4 juin.

### Édition 2017
En 2017, le festival se déroule du 31 mai au 4 juin.

### Édition 2018
En 2018, le festival se déroule du 30 mai au 3 juin.

### Édition 2019
En 2019, le festival se déroule du 30 mai au 1er juin.

### Édition 2020–2021 (annulées)
En 2020, le festival devait se dérouler du 4 juin au 7 juin, mais il est annulé en raison de la pandémie de Covid-19.
En 2021, le festival devait se dérouler du 2 juin au 6 juin, mais il fut également annulé en raison de la pandémie de Covid-19.

### Édition 2022
En 2022, le festival se déroule du 2 juin au 12 juin.

### Édition 2023
En 2023, le festival se déroule du 31 mai au 3 juin à Barcelone et du 7 juin au 10 juin à Madrid.